# Anaplectoides inexpectata
Anaplectoides inexpectata là một loài bướm đêm trong họ Noctuidae.